# Indiana Fever 2000
La stagione 2000 delle Indiana Fever fu la 1ª nella WNBA per la franchigia.
Le Indiana Fever arrivarono settime nella Eastern Conference con un record di 9-23, non qualificandosi per i play-off.

## Roster
| N° | Naz.                   | Ruolo | Sportivo            | Anno | Alt. | Peso |
| -- | ---------------------- | ----- | ------------------- | ---- | ---- | ---- |
| 3  | Stati Uniti (bandiera) | G     | Chantel Tremitiere  | 1969 | 168  | 64   |
| 4  | Stati Uniti (bandiera) | G     | Beverly Williams    | 1965 | 175  | 66   |
| 5  | Stati Uniti (bandiera) | C     | Danielle McCulley   | 1975 | 191  | 82   |
| 7  | Lituania (bandiera)    | A     | Jurgita Štreimikytė | 1972 | 188  | 75   |
| 10 | Jugoslavia (bandiera)  | G     | Gordana Grubin      | 1972 | 180  | 75   |
| 11 | Stati Uniti (bandiera) | A     | Texlin Quinney      | 1974 | 193  | 75   |
| 13 | Brasile (bandiera)     | C     | Alessandra          | 1973 | 196  | 82   |
| 21 | Stati Uniti (bandiera) | A     | Monica Maxwell      | 1976 | 175  | 73   |
| 22 | Stati Uniti (bandiera) | GA    | Stephanie White     | 1977 | 175  | 70   |
| 23 | Stati Uniti (bandiera) | G     | Rita Williams       | 1976 | 168  | 61   |
| 27 | Stati Uniti (bandiera) | A     | Katryna Gaither     | 1975 | 191  | 77   |
| 33 | Stati Uniti (bandiera) | G     | Usha Gilmore        | 1978 | 180  | 71   |
| 43 | Stati Uniti (bandiera) | A     | Alicia Thompson     | 1976 | 185  | 82   |
| 50 | Stati Uniti (bandiera) | C     | Donna Harrington    | 1966 | 191  | 86   |
| 52 | Stati Uniti (bandiera) | C     | Kara Wolters        | 1975 | 201  | 103  |

## Staff tecnico
- Allenatore: Anne Donovan
- Vice-allenatori: Shelley Patterson, Julie Plank